# Останній доброволець
Останній доброволець (англ. The Last Volunteer) — американська військова драма режисера Оскара Апфеля 1914 року.

## У ролях
- Елінор Вудрафф — Катріна
- Пол Панцер — посол Австранії
- Роберт Бродерік — Фон Тромп
- Ірвінг Каммінгс — принц Людвіг
- Едвард Хойт — Герман Ардельхайм
- Мері Грей — мати Ардельхайм
- Док Крейн — Ральф Ардельхайм